# 비젠미카도역
비젠미카도역(일본어: 備前三門駅)은 일본 오카야마현 오카야마시 기타구에 위치한 서일본 여객철도 기비 선의 철도역이다. 단선 승강장 1면 1선의 구조를 갖춘 지상역이다.

## 이용 현황
| 승차 인원 추이 | 승차 인원 추이 |
| 연도           | 1일 평균       |
| -------------- | -------------- |
| 1999           | 1,167          |
| 2000           | 1,120          |
| 2001           | 1,069          |
| 2002           | 1,084          |
| 2003           | 1,136          |
| 2004           | 1,149          |
| 2005           | 1,133          |
| 2006           | 1,062          |
| 2007           | 1,040          |
| 2008           | 1,036          |
| 2009           | 1,071          |
| 2010           | 994            |
| 2011           | 987            |
| 2012           | 935            |
| 2013           | 964            |

## 역 주변
- 국도 제180호선

## 역사
- 1904년 11월 15일 : 주고쿠 철도 기비 선 개업과 동시에, 미카도역으로서 개업.
- 1944년 6월 1일 : 주고쿠 철도의 철도 부문이 국유화되어, 국유철도 기비 선의 역이 되다. 비젠미카도역으로 개칭.
- 1971년 11월 1일 : 무인역화.
- 1987년 4월 1일 : 일본국유철도 분할 민영화에 의해, 서일본 여객철도가 승계.
- 2007년 7월 23일 : ICOCA 대응의 간이형 자동 개찰기 설치.

## 인접 역
| 서일본 여객철도 기비 선 | 서일본 여객철도 기비 선 | 서일본 여객철도 기비 선 |
| ----------------------- | ----------------------- | ----------------------- |
| 오카야마 오카야마 방면  | ■ 기비 선               | 다이안지 소자 방면      |